# Ormskär, Borgå
Ormskär är en ö i Finland. Den ligger i Finska viken och i kommunen Borgå i den ekonomiska regionen  Borgå i landskapet Nyland, i den södra delen av landet. Ön ligger omkring 62 kilometer öster om Helsingfors. 
Öns area är 3 hektar och dess största längd är 280 meter i sydöst-nordvästlig riktning.